# Bohumil
Bohumil ist ein slawischer Vorname. Die Herkunft ist aus den slawischen Wortstämmen: Boh, Bog = Gott und mil- = etwa: Gunst oder Liebe.

## Varianten
Eine andere Schreibweise ist Bogomil und Bogumil, die Hausform oder Kurzform sind häufig Bohuš oder Miloš.
Der entsprechende deutsche Vorname ist Gottlieb.

## Weibliche Form
Die weibliche Version ist Bohumila, mit den Varianten Mila oder Bobina.

## Bekannte Namensträger
- Mistr Bohumil (Meister Bohumil) (13. Jahrhundert), böhmischer Philosoph

- Bohumil Augustyn (* 1960), tschechischer Fußballspieler und -trainer
- Bohumil Bydžovský (1880–1969), tschechischer Mathematiker
- Bohumil Cepák (1951–2021), tschechoslowakischer Handballtorwart
- Bohumil Doležal, tschechoslowakischer Skispringer
- Bohumil Durdis (1903–1983), tschechischer Gewichtheber
- Bohumil Fišer (1943–2011), tschechischer Kardiologe und Politiker
- Bohumil Gregor (1926–2005), tschechischer Dirigent
- Bohumil Hanč (1886–1913), tschechischer Skilangläufer
- Bohumil Herlischka (1919–2006), tschechischer Opernregisseur
- Bohumil Heš (1889–1970), tschechoslowakischer Filmarchitekt
- Bohumil Hrabal (1914–1997), tschechischer Schriftsteller
- Bohumil Jank (* 1992), tschechischer Eishockeyspieler
- Bohumil Janoušek (* 1937), tschechoslowakischer Ruderer
- Bohumil Jauris (1933–1992), tschechoslowakischer Eisschnellläufer
- Bohumil Kafka (1878–1942), tschechischer Bildhauer
- Bohumil Kasal (* 1956), tschechischer Holzwissenschaftler
- Bohumil Samuel Kečíř (1904–1987), tschechischer Maler mit ungeklärter Existenz
- Bohumil Kosour (1913–1997), tschechoslowakischer Skisportler
- Bohumil Kubát (1935–2016), tschechoslowakischer Ringer
- Bohumil Kubišta (1884–1918), tschechischer Maler
- Bohumil Kudrna (1920–1991), tschechoslowakischer Kanute
- Bohumil Laušman (1903–1963), Politiker der Tschechischen Sozialdemokratischen Partei ČSDSD
- Bohumil Markalous (1882–1952), tschechischer Schriftsteller, Journalist, Hochschulprofessor, Kunstästhetiker und -kritiker
- Bohumil Modrý (1916–1963), tschechoslowakischer Eishockeytorwart
- Bohumil Mořkovský (1899–1928), tschechoslowakischer Turner
- Bohumil Musil (1922–1999), tschechoslowakischer Fußballspieler
- Bohumil Navrátil (1870–1936), tschechischer Historiker, Archivar, Professor
- Bohumil Němeček (1938–2010), tschechoslowakischer Boxer
- Bohumil Říha (1907–1987), tschechischer Romancier und Kinderbuchautor
- Bohumil Soudský (1922–1976), tschechoslowakischer Prähistoriker
- Bohumil Šternberk (1897–1983), böhmischer Astronom und Pädagoge
- Bohumil Sucharda (1914–2009), tschechoslowakischer Ökonom und Politiker
- Bohumil Švarc (1926–2013), tschechischer Schauspieler, Hörspiel- und Synchronsprecher, sowie Hörfunk- und Fernsehmoderator
- Bohumil Turek (1901–1972), tschechoslowakischer Motorrad- und Automobilrennfahrer
- Bohumil Vacek, tschechoslowakischer Skispringer
- Bohumil Váňa (1920–1989), Tischtennisspieler
- Bohumil Vávra (1916–2007), tschechischer Schauspieler
- Bohumil Veselý (* 1945), tschechoslowakischer Fußballspieler
- Bohumil Vlasák (1871–1945), tschechoslowakischer Jurist, Ökonom und Politiker